# کریگ دیوید
کرِیگ دیوید (انگلیسی: Craig David؛ زادهٔ ۵ مهٔ ۱۹۸۱) خواننده-ترانه‌پرداز، آهنگساز و رپ‌خوان اهل بریتانیا است. او از سال ۱۹۹۹ میلادی تاکنون مشغول فعالیت بوده و علاوه بر سیزده نامزدی جایزه بریت، دو بار نیز نامزد جایزه گرمی شده‌است.